# New York Film Critics Circle Awards 1966
La 32ª edizione della cerimonia dei New York Film Critics Circle Awards, annunciata il 27 dicembre 1966, si è tenuta il 29 gennaio 1967 ed ha premiato i migliori film usciti nel corso del 1966.

## Vincitori

### Miglior film
- Un uomo per tutte le stagioni (A Man for All Seasons), regia di Fred Zinnemann

### Miglior regista
- Fred Zinnemann - Un uomo per tutte le stagioni (A Man for All Seasons)

### Miglior attore protagonista
- Paul Scofield - Un uomo per tutte le stagioni (A Man for All Seasons)

### Miglior attrice protagonista
- Lynn Redgrave - Georgy, svegliati (Georgy Girl)
- Elizabeth Taylor - Chi ha paura di Virginia Woolf? (Who's Afraid of Virginia Woolf?)

### Miglior sceneggiatura
- Robert Bolt - Un uomo per tutte le stagioni (A Man for All Seasons)

### Miglior film in lingua straniera
- Il negozio al corso (Obchod na korze), regia di Ján Kadár ed Elmar Klos • Cecoslovacchia